# Perć Akademików
Perć Akademików (deutsch Akademikerpfad) ist ein Höhenweg in dem Massiv der Babia Góra in Polen. Er gilt als der schwierigste Wanderweg in den Saybuscher Beskiden. Seine Länge beträgt 2,5 km.

## Lage und Route
Der Weg beginnt an der Markowe-Szczawiny-Hütte und führt auf den höchsten Gipfel der Westbeskiden, den Diablak im Massiv der Babia Góra. Der Weg ist stellenweise mit Ketten und Klammern abgesichert. Es besteht Lawinen- und Steinschlaggefahr.

### Verlauf
Der Weg kreuzt mehrere andere Wanderwege, die alle flacher verlaufen. Im Gipfelbereich kreuzt er den Beskidenhauptwanderweg.

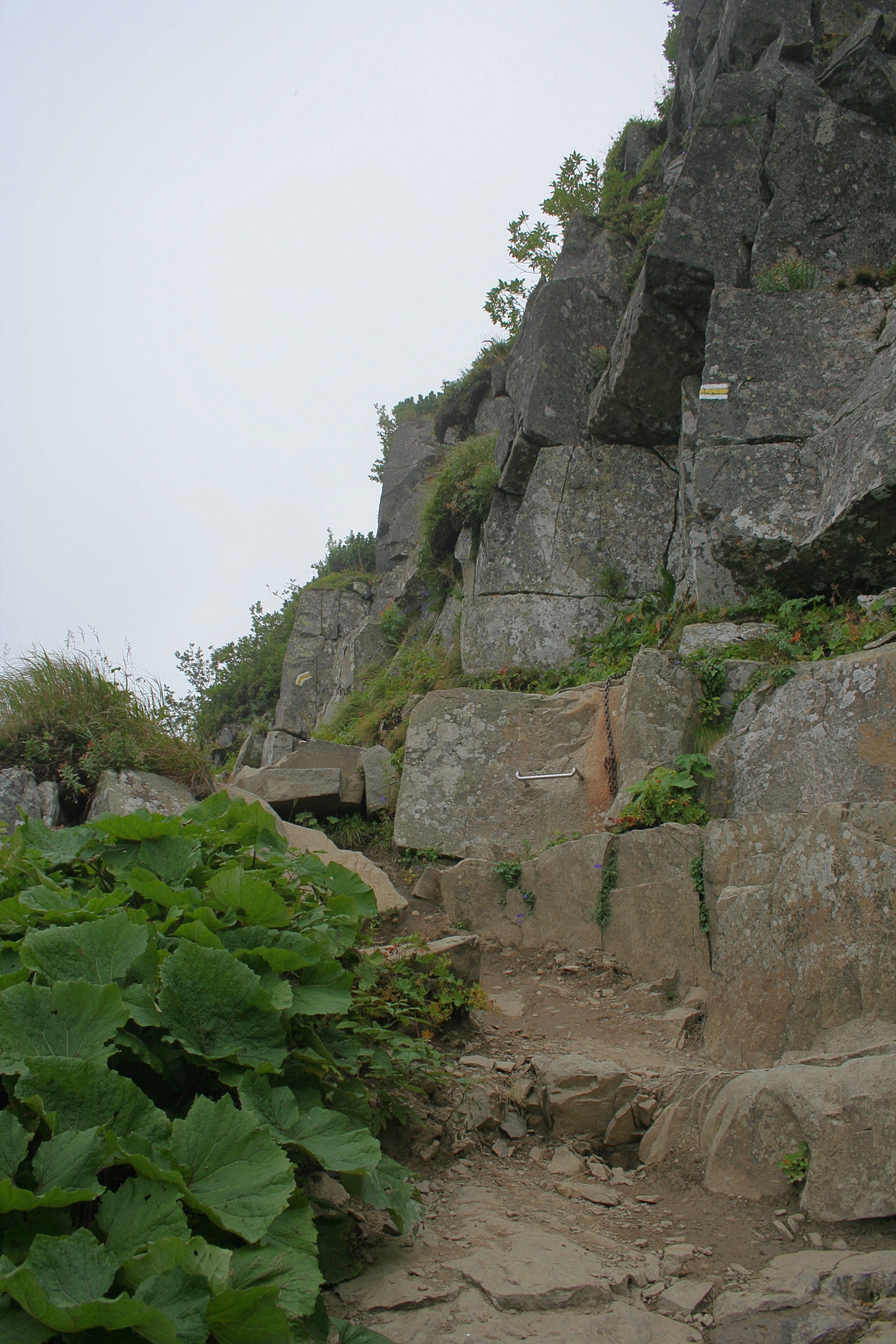
Kletterhilfen
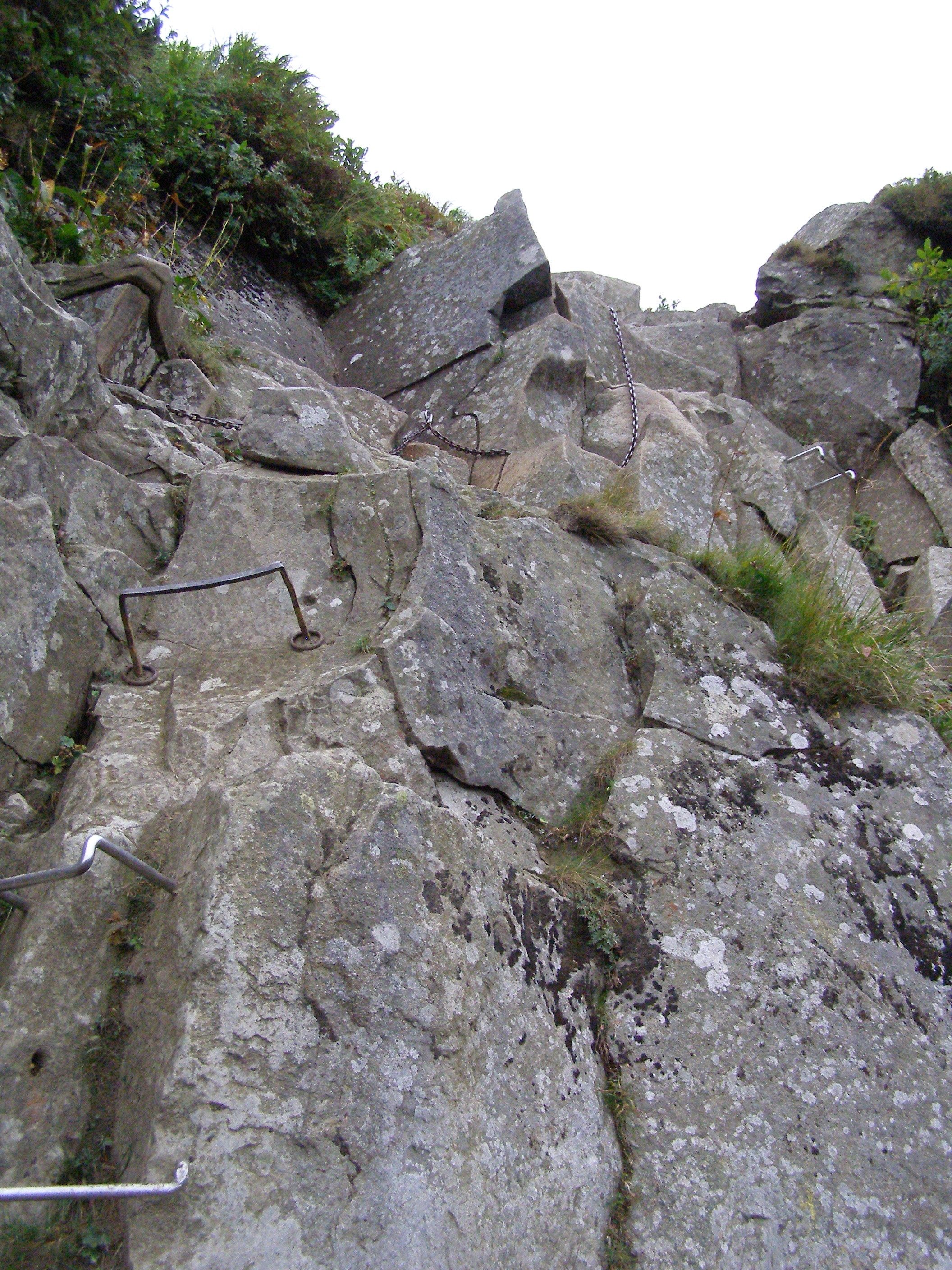
Kletterhilfen

## Geschichte
Der Weg wurde 1894 vom Beskidenverein angelegt und führte vom Ortskern von Zawoja bis auf den Gipfel. 1906 wurde die Markowe-Szczawiny-Hütte eröffnet und der Weg wurde zwischen der Hütte und dem Gipfel weiter ausgebaut und erneuert. Zu  weiteren Restaurierungen kam es 1925 und 1926.
Der Pfad wurde zunächst Weiberbergpfad, Felsenpfad oder Tatranistenpfad genannt und erhielt erst 1925 seinen heutigen Namen.